# Chiesa di San Matteo (Poppi)
La chiesa di San Matteo è un edificio sacro che si trova in località Memmenano, nel comune di Poppi, in provincia di Arezzo.
La semplicissima facciata della chiesa introduce ad un altrettanto semplice interno. In una cappella è custodita una preziosa terracotta invetriata bicroma della bottega di Andrea della Robbia, raffigurante la Pentecoste (1500-1505 circa). Concessa nel 1789 dal vescovo aretino Agostino Albergotti al parroco di San Matteo, Angiolo Martini, la pala proviene dall'Oratorio del Crocifisso o dei Rossi di Bibbiena, sede della Compagnia dello Spirito Santo poi soppressa. Priva della cornice esterna di fiori e frutta, presenta, nell'originalità della composizione, i caratteri distintivi dell'arte di Luca il Giovane.